# Усталость от сигналов тревоги
Усталость от сигналов тревоги или Усталость от сигналов предупреждений (англ. Alarm fatigue или alert fatigue) — состояние, когда работники теряют чувствительность к предупреждениям о безопасности и в результате игнорируют такие предупреждения или не реагируют на них должным образом. Усталость от сигналов тревоги возникает во многих сферах, включая строительство и горнодобывающую промышленность (где сигналы тревоги звучат так часто, что они могут стать бессмысленным фоновым шумом), здравоохранение (где мониторы отслеживают клиническую информацию, такую как показатели жизненно важных функций и уровня глюкозы в крови), и в области ядерной энергетики. Подобно мальчику, который кричал: «Волк!», такие ложные срабатывания сигналов тревоги мешают важным критическим сигналам привлекать внимание, которое они заслуживают. Управление аварийными сигналами и политика имеют решающее значение для предотвращения усталости от сигналов тревоги.